# Stortjärnen (Stensele socken, Lappland, 722287-159282)
Stortjärnen är en sjö i Storumans kommun i Lappland och ingår i Umeälvens huvudavrinningsområde. Sjön har en area på 0,113 kvadratkilometer och ligger 317,2 meter över havet.

## Delavrinningsområde
Stortjärnen ingår i det delavrinningsområde (722098-159296) som SMHI kallar för Ovan Lickotgrenen. Medelhöjden är 304 meter över havet och ytan är 6,98 kvadratkilometer. Räknas de 103 avrinningsområdena uppströms in blir den ackumulerade arean 2 013,11 kvadratkilometer. Juktån som avvattnar avrinningsområdet har biflödesordning 2, vilket innebär att vattnet flödar genom totalt 2 vattendrag innan det når havet efter 226 kilometer. Avrinningsområdet består mestadels av skog (92 procent). Avrinningsområdet har 0,12 kvadratkilometer vattenytor vilket ger det en sjöprocent på 1,6 procent.